# Liga Comunista Revolucionaria (España)
La Liga Comunista Revolucionaria (LCR) fue un partido político comunista español, de línea trotskista. En los territorios del ámbito lingüístico catalán se llamaba Lliga Comunista Revolucionària, y en el País Vasco y Navarra estaba federado a Liga Komunista Iraultzailea (LKI).

## Historia
La Liga Comunista Revolucionaria fue fundada en 1971 por miembros del grupo catalán Comunisme, procedente a su vez del Frente de Liberación Popular (FLP o Felipe). Era la sección española del Secretariado Unificado de la IV Internacional, una de las fracciones en que se divide la trotskista IV Internacional. Nació con el propósito de ser un partido revolucionario que rechazase la colaboración entre clases y propugnaba un modelo de organización territorial basado en la confederación de repúblicas, con reconocimiento del derecho de autodeterminación para cada una de ellas.
En 1972 surge de ella una escisión llamada Liga Comunista  (LC), que se reintegrará en la LCR en 1978. En 1973 se fusiona con una escisión de ETA después de su VI Asamblea llamada por eso mismo ETA-VI: la parte mayoritaria de los integrantes de esa organización, comunistas revolucionarios, que decidieron abandonar el terrorismo como forma de luchar contra la dictadura y unirse a grupos políticamente afines del resto de España. Con esta unión la LCR se implanta en el País Vasco y Navarra, donde hasta ese momento no tenía apenas presencia, utilizando el nombre de LCR-ETA (VI). Muerto el general Franco, y en parte por la dificultad de explicar fuera del País Vasco esa referencia a ETA, la LCR suprimió el añadido en 1976 y se dividió, de manera que en el resto de España se denominó desde entonces LCR, y en el País Vasco se constituyó de forma autónoma con el nombre de Liga Komunista Iraultzailea (LKI).
La primera asamblea de LKI tuvo lugar en Aránzazu, en noviembre de 1976, aún en la clandestinidad, y acabó con la detención de todos los asambleístas (unos 150), aunque poco después fueron liberados y el partido comenzó a ser primero tolerado y luego, después de las primeras elecciones democráticas, legalizado en septiembre de 1977. En las elecciones generales de ese año impulsa la candidatura Frente por la Unidad de los Trabajadores. Uno de los militantes de la LKI en esos años fue Germán Rodríguez, que resultó muerto en Pamplona, el 8 de julio, en los incidentes de los Sanfermines de 1978.
En los años siguientes la LCR impulsará varias plataformas electorales locales hasta decantarse en general por hacer campaña en favor de la abstención desde mediados de la década de 1980. Así, en 1978 en Valencia, impulsa Esquerra Unida del País Valencià (EUPV), junto con el Moviment Comunista del País Valencià, organización valenciana del Movimiento Comunista (MC), y con sectores nacionalistas, como los que forman Unitat del Poble Valencià; en 1980 impulsa Unitat pel Socialisme para las elecciones autonómicas de Cataluña, y en 1982 se presenta también en Cataluña para las elecciones generales españolas con el nombre Front Comunista de Catalunya; en el País Vasco, LKI junto a LAIA y Nueva Izquierda forman de 1983 a 1986 la coalición Auzolan, que también recibe el apoyo de EMK.

### Unidad de acción con el Movimiento Comunista
A finales de los ochenta comienza un periodo de colaboración con el Movimiento Comunista, organización originalmente de orientación maoísta surgida de otra escisión de ETA en 1967 llamada ETA Berri. Dicha colaboración reviste sobre todo el carácter de unidad de acción: convocatorias y campañas conjuntas, manteniendo cada organización su independencia. 
Durante ese periodo, la LCR editó dos publicaciones a nivel estatal: Combate, de periodicidad más corta, más ligada a la actualidad, las movilizaciones y el análisis inmmediato; e Inprecor, revista sobre temas internacionales y de análisis teórico. 

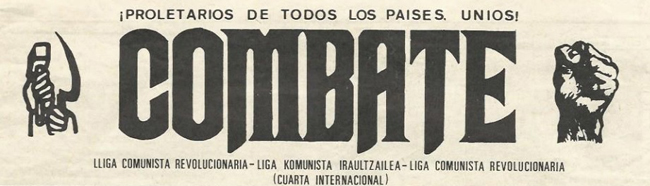
Cabecera del órgano de prensa de la LCR Combate

Durante un tiempo también publicó Comunismo, una revista teórica. Además, las diferentes organizaciones territoriales también tenían sus propios órganos de expresión, por ejemplo, Demà, en catalán, para Cataluña, Comunidad Valenciana y Baleares, o Zutik, editado por LKI. La organización juvenil vinculada a la LCR, las Juventudes Comunistas Revolucionarias (JCR) editaba por su parte la revista Barricada, mientras que Iraultza Taldeak, la organización juvenil ligada a LKI, hacía lo propio con Utikan! y Zartadaka.
La unidad LCR-MC tuvo gran importancia en la política española de la década de 1980, ya que fueron unos de los principales promotores de movilizaciones como la del referéndum sobre la OTAN (a través de la Comisión Anti-OTAN y la Plataforma Cívica) y más adelante contra las bases estadounidenses, el juicio contra los GAL, el desarrollo del movimiento feminista o incluso las primeras manifestaciones del día del orgullo gay.[cita requerida] Ambas formaciones apoyaron la campaña electoral de Herri Batasuna fuera del País Vasco y Navarra para las primeras convocatorias de elecciones al Parlamento Europeo. La colaboración con HB no estuvo exenta de tensiones, ya que ambas organizaciones eran muy críticas con los métodos de ETA, pero gracias a ella pudo Herri Batasuna conseguir un escaño en Bruselas en dos legislaturas.
La LCR y el MC se unificaron en 1991 creando un partido llamado Izquierda Alternativa. Estaba organizado a nivel confederal, así cada una de las organizaciones territoriales que la componían tuvieron otro nombre: Liberación en Madrid, Revolta en Cataluña y Comunidad Valenciana, Acción Alternativa en Andalucía, Zutik en el País Vasco, Batzarre en Navarra, Lliberación en Asturias, Inzar en Galicia, etc. Esta nueva organización editó dos publicaciones: Página Abierta y Viento Sur, mientras que la antigua editorial Revolución del MC pasó a llamarse Talasa.
La unificación tuvo una vida muy breve, ya que pronto cundió entre los antiguos militantes de la LCR la sensación de haber sido tragados por el más numeroso MC. En 1993, Izquierda Alternativa se dividió en dos: el grupo LCR se quedó con este nombre y el grupo MC con el de Liberación. Sin embargo, algunas organizaciones territoriales (Inzar, Zutik, Batzarre) se mantuvieron, no sin profundas diferencias. En las luchas internas que llevaron a la ruptura un tercio de la militancia abandonó la organización.

### Redefinición en Espacio Alternativo
Una parte de la militancia de la LCR integrada en Izquierda Alternativa, incluidos Jaime Pastor, Miguel Romero Baeza  y Manuel Garí, formaron con algunos ecosocialistas una nueva organización denominada Espacio Alternativo; al principio como una corriente interna de Izquierda Unida, aunque funcionando también como organización soberana, manteniendo con otros sectores procedentes de la LCR como referencia común la revista Viento Sur.https://vientosur.info/
A pesar de las discrepancias de muchos de los antiguos miembros y dirigentes de la LCR española y del antiguo Secretariado Unificado de la IV Internacional, Espacio Alternativo se reivindicaba sucesor de la LCR y continuador de ésta.
La organización se fue consolidando y, en diciembre de 2007, tras su V Encuentro Confederal, decide su salida de IU, así como el cambio de nombre por el de Izquierda Anticapitalista, con el que concurrió a las elecciones europeas de junio de 2009 junto con el Nuevo Partido Anticapitalista (NPA) impulsado por la LCR francesa, el Bloco de Esquerda de Portugal y la Sinistra Critica de Italia.